# Pere I de Mèdici
Pere de Cosme de Mèdici o simplement Pere I de Mèdici, també anomenat Pere el Gotòs, (Florència, República de Florència 1416 — íd. 1469) fou un noble italià de la Dinastia Mèdici que va esdevenir senyor de Florència entre 1464 i 1469.

## Família
Va néixer el 1416 a la ciutat de Florència sent fill de Cosme de Mèdici el Vell i Contessina de Bardi. Fou net de Joan de Mèdici i germà de Joan de Cosme de Mèdici.
Durant la vida del seu pare no va jugar cap rol important a causa de la seva permanent dolenta salut, motiu pel qual fou anomenat el gotòs. Al rebre del seu pare el banc familiar, Pere ja tenia un panorama financer del negoci; el resultat el va dur a requerir la devolució de diversos crèdits atorgats a llarg termini, molts d'ells a seguidors dels Mèdici, que el seu pare no havia volgut cobrar. Això va produir la immediata fallida de diversos mercaders, que es van sumar als opositors de la família.
Es casà el 3 de juny de 1444 a la ciutat de Florència amb Lucrècia Tornabuoni, filla de Francesc Tornabuoni. D'aquesta unió nasqueren:
- Blanca de Mèdici (1445-1505), casada el 1459 amb Guillem de Pazzi
- Nannina de Mèdici (1448-1493), casada el 1466 amb Bernardo Rucellai
- Llorenç el Magnífic (1449-1492), senyor de Florència
- Julià de Mèdici (1453-1478), senyor de Florència
- Maria dè Medici (1455-1479), casada amb Leonetto Rossi

## Senyor de Florència
A la mort del seu pare, ocorreguda l'agost de 1464, fou nomenat senyor de Florència. El seu període de govern en aquesta ciutat va estar marcat per un intent de cop liderat per Lucca Pitti i Niccoló Soderini, usant tropes proveïdes per Borso d'Este, duc de Ferrara, i encapçalades per Hèrcules d'Este. Pere I, però, va ser alertat per Giovanni Bentivoglio, amb el qual aconseguí fugir. Posteriorment aconseguí aturar un nou cop liderat per Bartolomeo Colleoni, i instigat per la República de Venècia.
Pere I va continuar el mecenatge artístic, encarregant obres a Mino da Fiesole, Andrea del Verrocchio, Alessio Baldovinetti, Fra Angelico, Domenico Veneziano, Filippino Lippi i Benozzo Gozzoli. Així mateix Sandro Botticelli el retratà en la seva obra L'adoració dels Reis Mags.
Va morir el 2 de desembre de 1469 a causa de la gota i una malaltia pulmonar, i va ser sepultat en la Basílica de Sant Llorenç de Florència, al costat del seu germà Joan de Mèdici. Les seves tombes estan decorades per una escultura d'Andrea del Verrocchio encarregada pels seus fills Julià i Llorenç el Magnífic.